# Lüttgen-Salbke

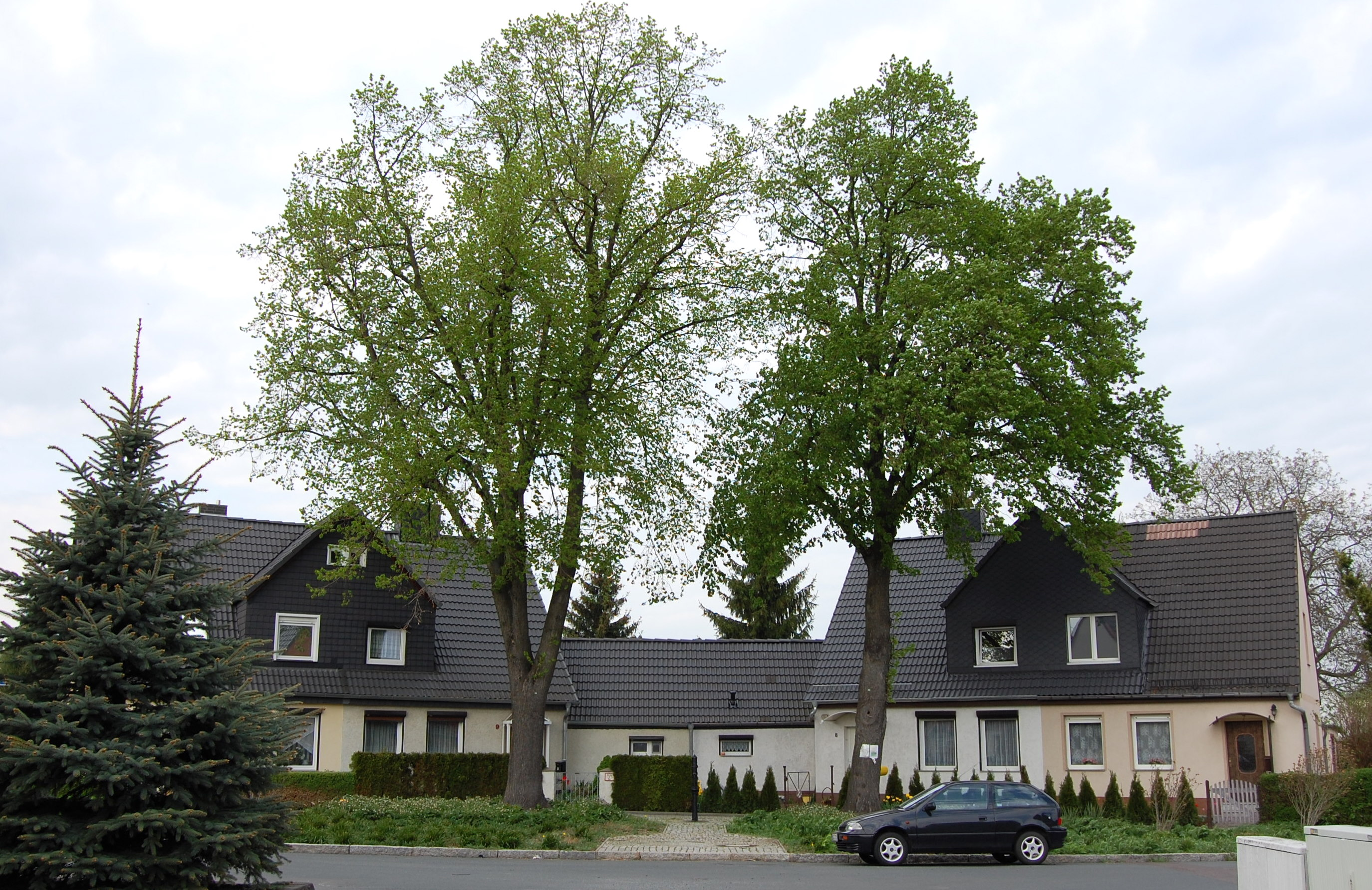
Irenenplatz in Lüttgen-Salbke

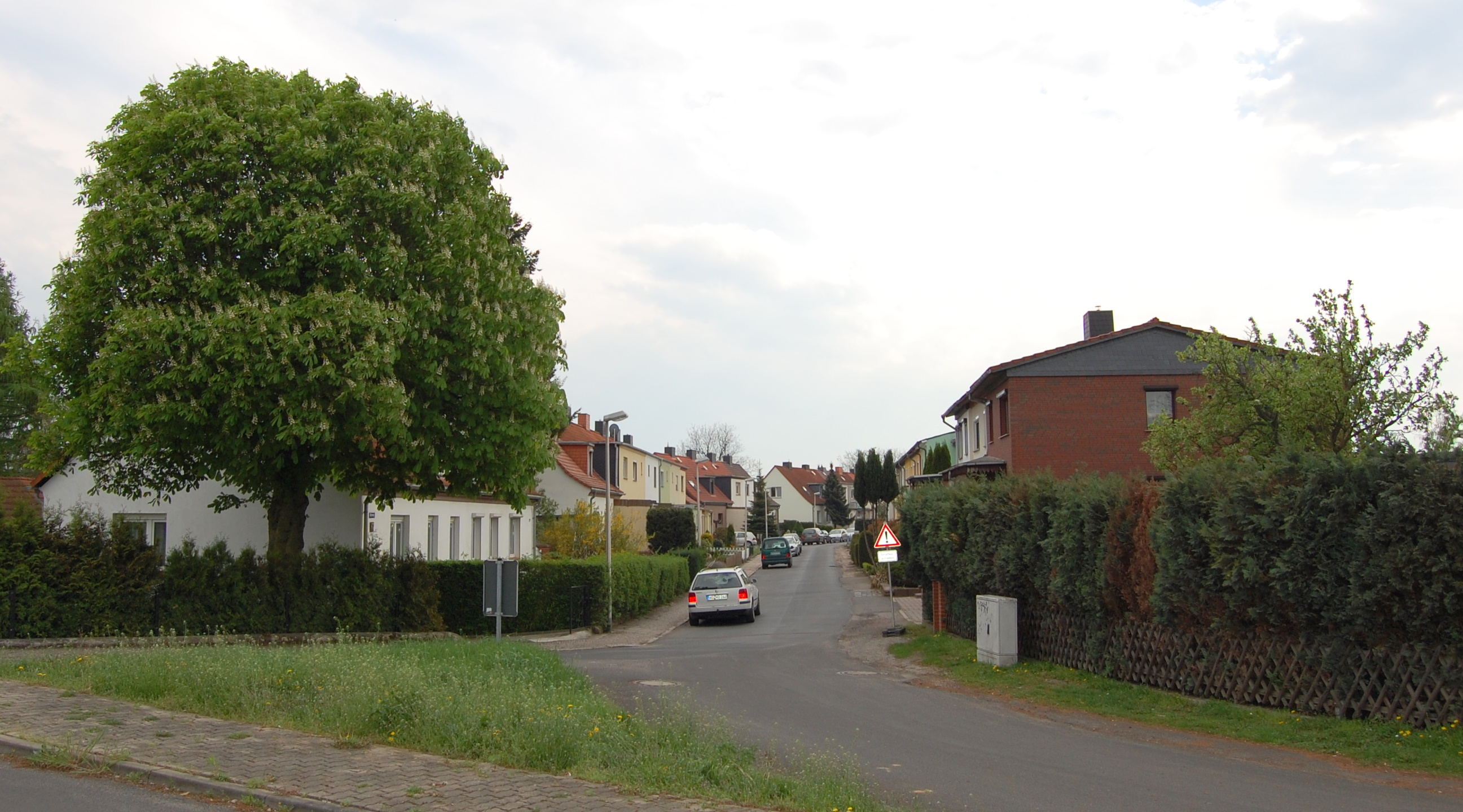
Blick in den Biberweg

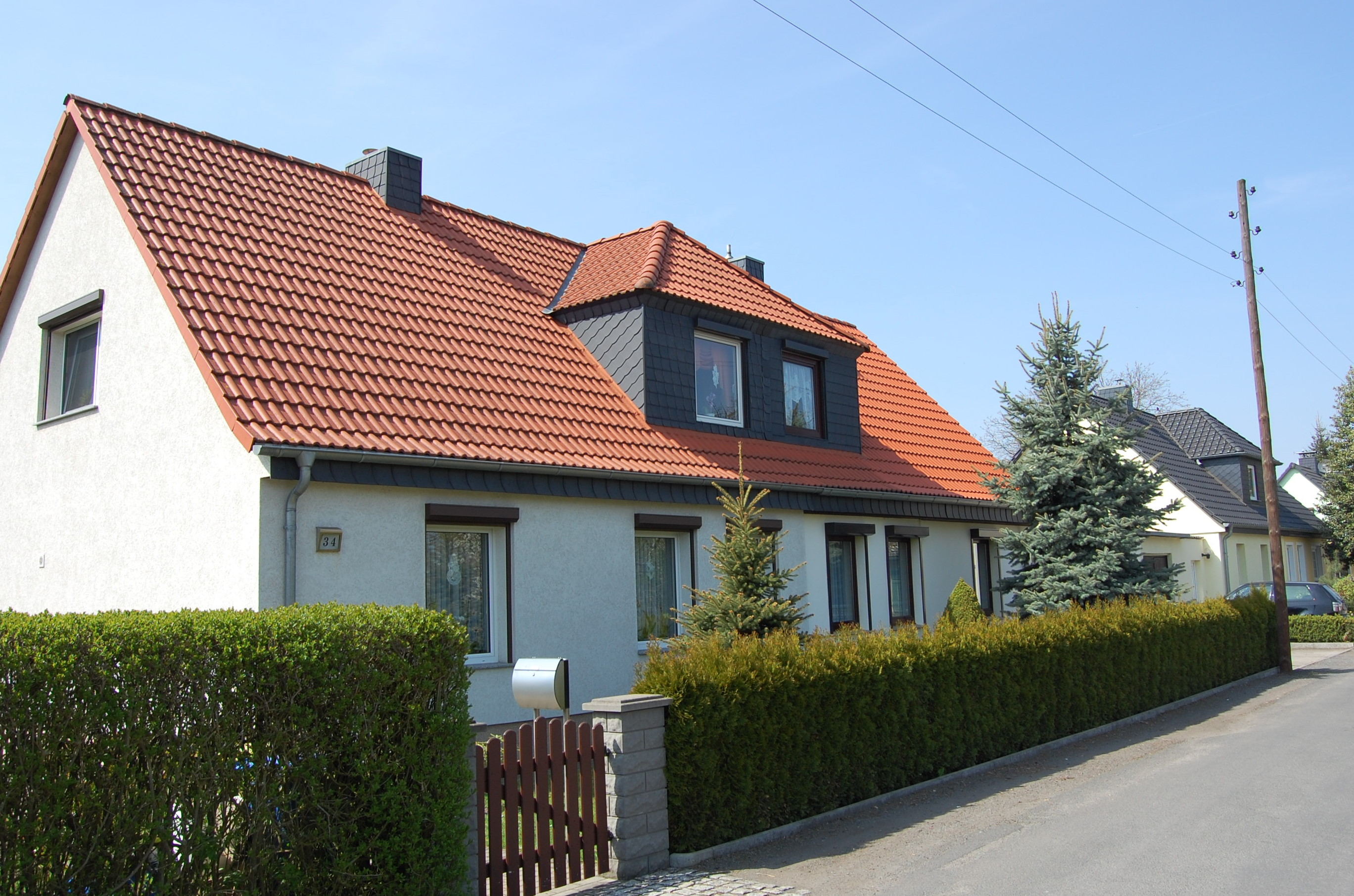
Häuser im Damaschkeweg

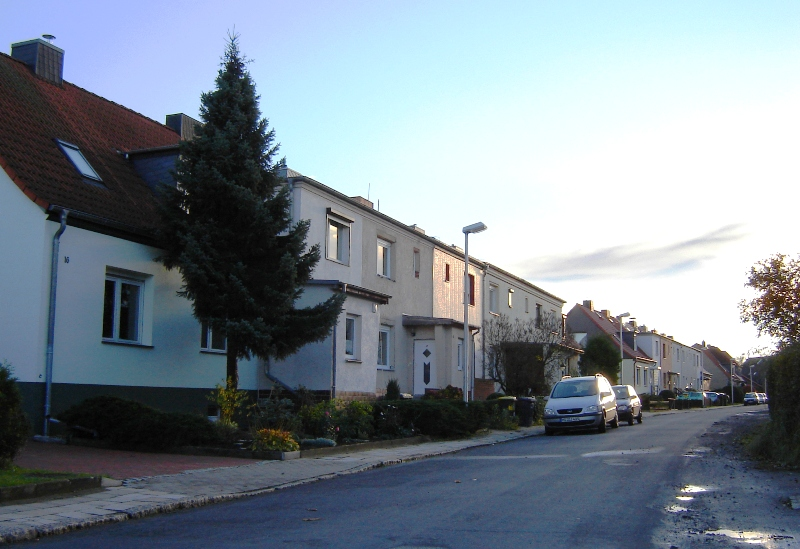
Straße in Lüttgen-Salbke

Lüttgen-Salbke ist eine Siedlung im Westen des Magdeburger Stadtteils Salbke.

## Lage
Der Ortsteil Lüttgen-Salbke grenzt im Westen an den Stadtteil Hopfengarten und im Norden an Fermersleben, sowie dem zu Salbke gehörenden statistischen Bezirk Friedrich-List-Straße. Im Osten schließt sich die Bahnstrecke Magdeburg–Leipzig und die östlich hiervon liegenden ebenfalls zu Salbke gehörenden Ortsteile Gewerbegebiet Salbke und Alt Salbke an. Im Süden wird das Gebiet durch die Ortsteile Sohlener Berge und Am Spionskopf begrenzt.

## Fläche und Bevölkerung
In Lüttgen-Salbke leben 1335 Einwohner (Stand 2001), wobei zu diesem statistischen Bezirk auch die westlich Lüttgen-Salbkes liegende Siedlung Wolfsfelde gehört. Die Fläche beträgt 1,4072 km², so dass die Einwohnerdichte ungefähr 949 Einwohner je km² beträgt. Die Siedlung ist vorwiegend durch Ein- und Zweifamilienhäuser geprägt. Der Ausländeranteil beträgt 0,3 % (2001). Die Arbeitslosenquote liegt etwas unter dem Magdeburger Durchschnitt.

## Geschichte
Nachdem Salbke 1910 nach Magdeburg eingemeindet worden war, begann man noch vor dem Ersten Weltkrieg mit der Bebauung des in einem Winkel von Eisenbahnstrecken (Magdeburg-Halle) gelegenen Gebiets. Bei der Benennung orientierte man sich an einem wohl bereits im 16. Jahrhundert wüst gewordenen Ort Klein Salbke, wobei Lüttgen für Klein steht. Diese auch als Wendisch Salbke bezeichnete Ortschaft befand sich nördlich von Salbke. Die heutige Siedlung Lüttgen-Salbke liegt westlich hiervon in der alten Feldmark Klein Salbkes. Das von Slawen bewohnte ehemalige Dorf wurde erstmals 1036 als Winediscun Salebizi urkundlich erwähnt. Eine weitere Erwähnung erfolgte 1247 als Slavium Salbeke.

Von 1922 bis 1933 wurde das Konzept einer von Bernhard Lippsmeier für die Heimstättenbaugenossenschaft Magdeburg e.G.m.b.H. entworfenen Gartenstadt, allerdings nur zum Teil, umgesetzt. Die ursprünglich geplante Ausdehnung der Siedlung nach Norden, insbesondere die nördliche Weiterführung des Präsident-Friese-Weges, wurden nicht verwirklicht. An gebogenen Straßenzügen (Beyendorfer Weg) entstanden einzeln stehende Wohnhäuser in einem traditionalistischen Stil. Daneben errichtete man auch eine Bäckerei und eine Verkaufsstelle des Eisenbahner-Konsumvereins. 

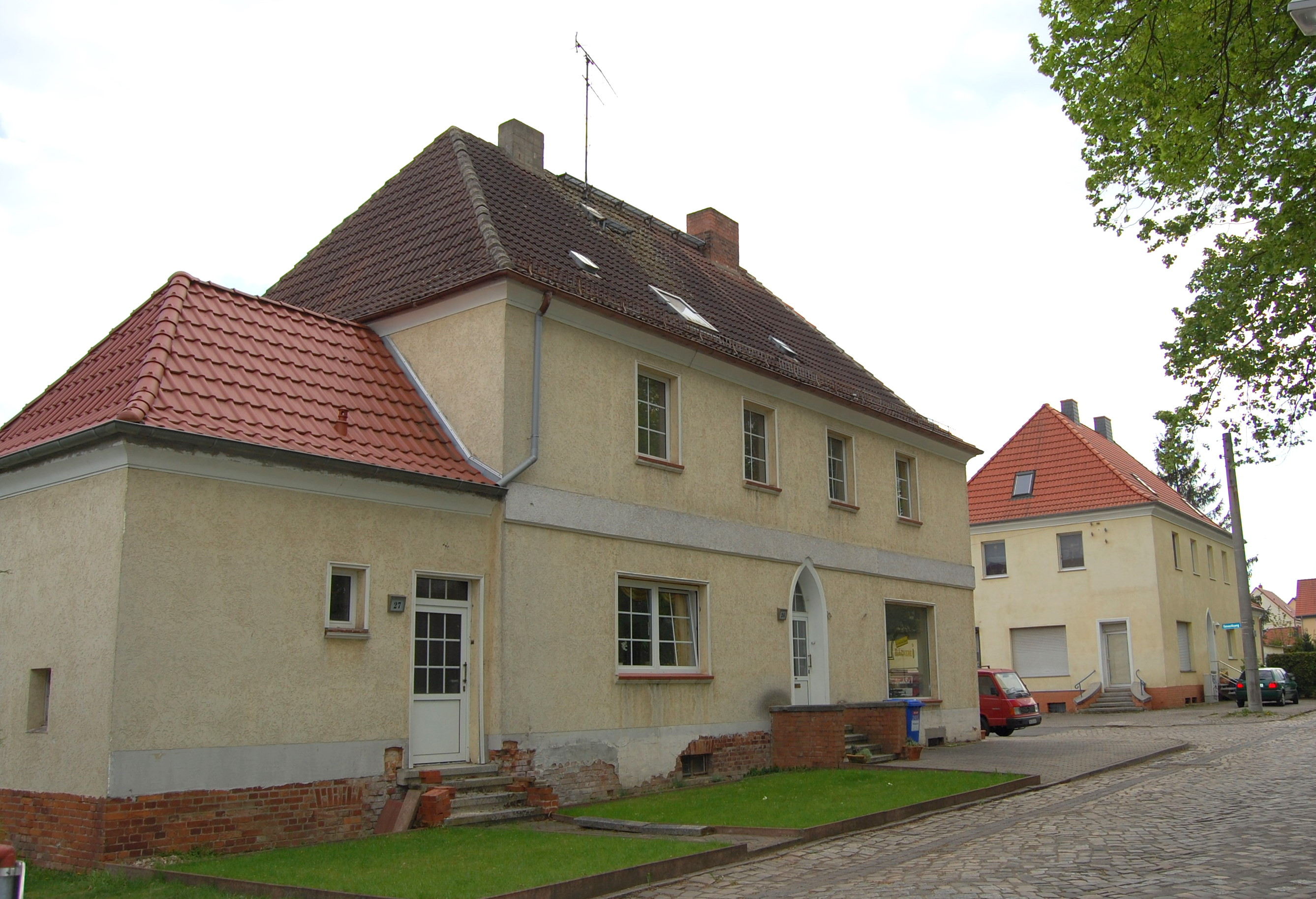
Geschäfte im Siedlungsmittelpunkt

 Die Geschäfte wurden im als Siedlungsmittelpunkt gedachten Bereich der Kreuzung Damaschkeweg/Beyendorfer Straße gebaut. Die neue Siedlung schloss dabei teilweise die Lücke in Richtung der älteren Siedlung Wolfsfelde. Die als eingetragene Genossenschaft mit beschränkter Haftung ausgestaltete Genossenschaft wurde 1920 von 136 Mitarbeitern der Deutschen Reichsbahn gegründet. 1923 gehörten der Genossenschaft bereits 2100 Eisenbahner an. Die Genossenschaft erwarb im Gebiet von Lüttgen-Salbke 25,6 Hektar. Da die Bodenpreise enorm angestiegen waren, konnten nicht alle benötigten Flächen angekauft werden. Nach einem Antrag der Genossenschaft wurde eine Teilfläche vom Regierungspräsidenten nach der Verordnung zur Behebung der dringendsten Wohnungsnot enteignet. Über die Entschädigungszahlung ergab sich ein längerer Rechtsstreit zwischen der Genossenschaft und den enteigneten Grundstückseigentümern. Weitere Siedlungen errichtete die Genossenschaft in Eichenweiler und im Westernplan. Lüttgen-Salbke wurde von der Genossenschaft als Siedlungsgebiet gewählt, da es in der Nähe des östlich befindlichen Reichsbahnausbesserungswerkes Salbke lag, von dem es nur durch die Bahnstrecke getrennt war. 1923 öffnete sich die Genossenschaft auf Druck der Stadt auch Nichteisenbahnern, um weiterhin städtische Fördermittel zu erhalten. Da die Zahl der Genossenschaftler die zur Verfügung stehenden Neubauten deutlich überstieg, wurden die Wohnungen zunächst unter den Bewerbern, die zumindest seit einem Jahr Genossenschaftsmitglieder waren, verlost. Später war die Dauer der Mitgliedschaft für die Zuteilung von wesentlicher Bedeutung. Die Einweihung der Gartensiedlung Lüttgen-Salbke wurde am 14. Mai 1923 begangen.
Ohne Beachtung der ursprünglichen städtebaulichen Vorgaben wurde nach 1931 die Siedlung dann erweitert. Es entstanden bis 1941 Häuser an der Beyendorfer Straße sowie an Iltis-, Stichler- und Wolfsweg. Bei der Sprengung eines Munitionszuges auf dem nahegelegenen Rangierbahnhof durch die deutsche Wehrmacht am 14. April 1945 ab 13 Uhr, nach anderen Angaben erst am 17. April, entstanden Schäden an Gebäuden in Lüttgen-Salbke. Auch bei zuvor erfolgten Bombenangriffen kam es zu Schäden im Wohngebiet.
Zeitweise verfügte Lüttgen-Salbke über eine eigene Kirche. Die kleine Holzkirche stand auf einem Feld und trug den Namen Maria im Felde. Sie brannte ab und wurde nicht wieder aufgebaut.
Als Gartenstadt Lüttgensalbke war die Siedlung im Denkmalverzeichnis unter der Nummer 107 15026 als Denkmal eingetragen. Der Denkmalbereich umfasste die Adressen Beyendorfer Straße 5, 6, 7, 8, Ottersleber Straße 60 und Sülldorfer Straße 1, 2, 3, 5, 40, 41. Spätestens Anfang des 21. Jahrhunderts erfolgte jedoch die Streichung aus der Denkmalliste.

## Wirtschaft
Gemäß dem Charakter als Wohngebiet gibt es nur wenig, nicht störendes Gewerbe. So waren 2001 32 IHK-Unternehmen und 10 Handwerksbetriebe registriert. Ursprünglich bestand in der Siedlung mit einem Konsum auch eine Lebensmittelhandlung. Darüber hinaus gab es auch einen Bäcker.

## Persönlichkeiten
Der spätere Regisseur Hans Joachim Hildebrandt wurde 1929 in Lüttgen-Salbke geboren und verlebte einen Teil seiner Kindheit und Jugend im Hause seiner Großeltern Irenenplatz 7. Seine 2010 erschienenen Lebenserinnerungen tragen den Titel Lüttgen Salbke.